# 크레믈린의 위기
크레믈린의 위기(영어: Crisis in the Kremlin 크라이시스 인 더 크렘린[*])는 1991년에 출시된 전략 비디오 게임이다. 플레이어는 1985년부터 2017년까지 소련 공산당 서기장으로 활동하는데, 개혁파인 미하일 고르바초프, 민족주의자인 보리스 옐친, 강경파인 예고르 리가초프를 플레이할 수 있다. 이 게임은 소련이 붕괴되던 시기에 개발, 출시되었으며 소련의 역사에 기반을 둔 이벤트가 진행된다. 크렘린의 위기로도 알려져 있으며 2017년 리메이크작이 스팀에 출시되었다.

## 게임플레이
플레이어는 1985년부터 2017년까지 소련 공산당 서기장으로 활동하면서 인권, 근무시간 같은 정책부터 예산 책정까지 다양한 통치 업무를 처리한다. 게임의 상당 부분에는 1986년 체르노빌 원자력 발전소 사고나 1988년 아르메니아 지진과 같은 굵직한 이벤트들도 포함되어있다. 이러한 사건에 대한 플레이어의 반응에는 역사적 경로를 택하거나 다른 방식을 택할 수 있다.
플레이어는 일반적으로 3~5개의 선택권을 갖고, 플레이어는 개혁파, 민족주의자, 강경파 사이에서 편을 택해야한다. 어느 쪽이든 지나치게 경멸하면 플레이어가 경멸당한 파벌의 호의를 잃게 될 수 있으며, 이는 정치국에 대한 신임 투표로 이어질 수 있다. 또한 바르샤바 조약 기구 국가들과 발트해 연안 국가들, 우크라이나 및 기타 소련의 공화국들도 마찬가지로 소련으로부터 멀어지기 시작한다.
플레이어는 건설, 환경, 군대, 연금 등과 같은 국가의 다양한 부분에 대한 예산을 줄이거나 늘릴 수 있다. 관료나 보수파와 같은 다양한 그룹에 금전적인 지원을 할 경우 그들의 지지를 얻을 수 있다.

## 리메이크
인디 게임 제작사 크렘린게임즈는 원작에서 플레이 가능한 마지막 해이자 10월 혁명 100주년이 되는 해인 2017년에 동명의 이름으로 리메이크작을 출시했다. 원작과는 달리 목표는 소련과 바르샤바 조약을 보존하는 것 뿐만 아니라 공산주의 블록을 다른 국가로 확장시켜 미국이 더 이상 초강대국이 아닐 때까지 약화시켜 냉전에서 승리하는 것이 가능하다. 이 게임은 스탈린주의, 보수주의, 온건파, 개혁주의, 자유주의를 포함한 추가 파벌을 도입했다. 또한 성공한 페레스트로이카, 핵전쟁, 세계 공산주의 등 다양한 결말을 선보였다. 경제, 국내, 외교 시스템도 더욱 복잡해졌다. 해당 팀은 동유럽 공산주의 국가들과 공산주의 중국을 배경으로 하는 오스탈기: 베를린 장벽과 중국: 마오의 유산을 개발했다.